# 伦施泰格地区奥伯兰
伦施泰格地区奥伯兰（德語：Oberland am Rennsteig，發音：[ˈoːbɐlant ʔam ˈʁɛnʃtaɪk]）是德国图林根州松讷贝格县曾经的一个市镇，面积39.27平方千米，2010年12月31日人口为2,358人。2013年12月31日，伦施泰格地区奥伯兰并入市镇松讷贝格。